# Bertrana elinguis
Bertrana elinguis là một loài nhện trong họ Araneidae.
Loài này thuộc chi Bertrana. Bertrana elinguis được Eugen von Keyserling miêu tả năm 1883.